# Grand Prix moto d'Argentine
Navigation
Le Grand Prix moto d'Argentine est une épreuve de compétition de vitesse organisée par la FIM et faisant partie des championnats du monde de vitesse moto.
L'épreuve a été courue dix fois sur le circuit de Buenos Aires de 1961 à 1999. Depuis 2014, les éditions ont lieu sur l'Autódromo Termas de Río Hondo.

## Vainqueurs du grand Prix d'Argentine

### Par saisons
| Année | Circuit             | Moto3              | Moto3        | Moto2               | Moto2        | MotoGP             | MotoGP       | Rapport |
| Année | Circuit             | Pilote             | Constructeur | Pilote              | Constructeur | Pilote             | Constructeur | Rapport |
| ----- | ------------------- | ------------------ | ------------ | ------------------- | ------------ | ------------------ | ------------ | ------- |
| 2025  | Termas de Rio Hondo | Ángel Piqueras     | KTM          | Jake Dixon          | Boscoscuro   | Marc Márquez       | Ducati       | Rapport |
| 2023  | Termas de Río Hondo | Tatsuki Suzuki     | Honda        | Tony Arbolino       | Kalex        | Marco Bezzecchi    | Ducati       | Rapport |
| 2022  | Termas de Río Hondo | Sergio García      | Gas Gas      | Celestino Vietti    | Kalex        | Aleix Espargaró    | Aprilia      | Rapport |
| 2019  | Termas de Río Hondo | Jaume Masia        | KTM          | Lorenzo Baldassarri | Kalex        | Marc Márquez       | Honda        | Rapport |
| 2018  | Termas de Río Hondo | Marco Bezzecchi    | KTM          | Mattia Pasini       | Kalex        | Cal Crutchlow      | Honda        | Rapport |
| 2017  | Termas de Río Hondo | Joan Mir           | Honda        | Franco Morbidelli   | Kalex        | Maverick Viñales   | Yamaha       | Rapport |
| 2016  | Termas de Río Hondo | Khairul Idham Pawi | Honda        | Johann Zarco        | Kalex        | Marc Márquez       | Honda        | Rapport |
| 2015  | Termas de Río Hondo | Danny Kent         | Honda        | Johann Zarco        | Kalex        | Valentino Rossi    | Yamaha       | Rapport |
| 2014  | Termas de Río Hondo | Romano Fenati      | KTM          | Esteve Rabat        | Kalex        | Marc Márquez       | Honda        | Rapport |
| Année | Circuit             | 125 cm³            | 125 cm³      | 250 cm³             | 250 cm³      | 500 cm³            | 500 cm³      | Rapport |
| Année | Circuit             | Pilote             | Constructeur | Pilote              | Constructeur | Pilote             | Constructeur | Rapport |
| 1999  | Buenos Aires        | Marco Melandri     | Honda        | Olivier Jacque      | Yamaha       | Kenny Roberts, Jr. | Suzuki       | Rapport |
| 1998  | Buenos Aires        | Tomomi Manako      | Honda        | Valentino Rossi     | Aprilia      | Mick Doohan        | Honda        | Rapport |
| 1995  | Buenos Aires        | Emilio Alzamora    | Honda        | Max Biaggi          | Aprilia      | Mick Doohan        | Honda        | Rapport |
| 1994  | Buenos Aires        | Jorge Martínez     | Yamaha       | Tadayuki Okada      | Honda        | Mick Doohan        | Honda        | Rapport |

| Saison | Circuit      | 50 cm³                 | 125 cm³                 | 250 cm³                        | 350 cm³                     | 500 cm³                          | Rapport |
| ------ | ------------ | ---------------------- | ----------------------- | ------------------------------ | --------------------------- | -------------------------------- | ------- |
| 1987   | Buenos Aires |                        |                         | Sito Pons (Honda)              |                             | Eddie Lawson (Yamaha)            | Rapport |
| 1982   | Buenos Aires |                        | Ángel Nieto (Garelli)   |                                | Carlos Lavado (Yamaha)      | Kenny Roberts (Yamaha)           | Rapport |
| 1981   | Buenos Aires |                        | Ángel Nieto (Minarelli) | Jean-François Baldé (Kawasaki) | Jon Ekerold (Bimota-Yamaha) |                                  | Rapport |
| 1963   | Buenos Aires | Hugh Anderson (Suzuki) | Jim Redman (Honda)      | Tarquinio Provini (Morini)     |                             | Mike Hailwood (MV Agusta)        | Rapport |
| 1962   | Buenos Aires | Hugh Anderson (Suzuki) | Hugh Anderson (Suzuki)  | Arthur Wheeler (Moto Guzzi)    |                             | Benedicto Caldarella (Matchless) | Rapport |
| 1961   | Buenos Aires |                        | Tom Phillis (Honda)     | Tom Phillis (Honda)            |                             | Jorge Kissling (Matchless)       | Rapport |
| 1960   | Buenos Aires |                        | John Grace (Bultaco)    | Tom Phillis (Honda)            |                             | Juan Carlos Salatino (Gilera)    | Rapport |

- L'édition 1960 du Grand Prix ne comptait pas pour le championnat du monde.

Source

### Par pilotes (vainqueurs multiples)
| Nombres de victoires | Pilotes         | Victoires  | Victoires              |
| Nombres de victoires | Pilotes         | Catégories | Années de victoires    |
| -------------------- | --------------- | ---------- | ---------------------- |
| 4                    | Marc Márquez    | MotoGP     | 2014, 2016, 2019, 2025 |
| 3                    | Mick Doohan     | 500 cm3    | 1994, 1995, 1998       |
| 3                    | Tom Phillis     | 250 cm3    | 1960, 1961             |
| 3                    | Tom Phillis     | 125 cm3    | 1961                   |
| 3                    | Hugh Anderson   | 125 cm3    | 1962                   |
| 3                    | Hugh Anderson   | 50 cm3     | 1962, 1963             |
| 2                    | Valentino Rossi | MotoGP     | 2015                   |
| 2                    | Valentino Rossi | 250 cm3    | 1998                   |
| 2                    | Johann Zarco    | Moto2      | 2015, 2016             |
| 2                    | Ángel Nieto     | 125 cm3    | 1981, 1982             |
| 2                    | Marco Bezzecchi | MotoGP     | 2023                   |
| 2                    | Marco Bezzecchi | Moto3      | 2018                   |

### Par constructeurs (vainqueurs multiples)
| Nombres de victoires | Constructeurs | Victoires  | Victoires                    |
| Nombres de victoires | Constructeurs | Catégories | Années de victoires          |
| -------------------- | ------------- | ---------- | ---------------------------- |
| 20                   | Honda         | MotoGP     | 2014, 2016, 2018, 2019       |
| 20                   | Honda         | 500 cm³    | 1994, 1995, 1998             |
| 20                   | Honda         | 250 cm³    | 1960, 1961, 1987, 1994       |
| 20                   | Honda         | Moto3      | 2015, 2016, 2017, 2023       |
| 20                   | Honda         | 125 cm³    | 1961, 1963, 1995, 1998, 1999 |
| 8                    | Kalex         | Moto2      | 2014 à 2019, 2022, 2023      |
| 7                    | Yamaha        | MotoGP     | 2015, 2017                   |
| 7                    | Yamaha        | 500 cm³    | 1982, 1987                   |
| 7                    | Yamaha        | 350 cm³    | 1982                         |
| 7                    | Yamaha        | 250 cm³    | 1999                         |
| 7                    | Yamaha        | 125 cm³    | 1994                         |
| 4                    | Suzuki        | 500 cm³    | 1999                         |
| 4                    | Suzuki        | 125 cm³    | 1962                         |
| 4                    | Suzuki        | 50 cm³     | 1962, 1963                   |
| 4                    | KTM           | Moto3      | 2014, 2018, 2019, 2025       |
| 3                    | Aprilia       | MotoGP     | 2022                         |
| 3                    | Aprilia       | 250 cm³    | 1995, 1998                   |
| 2                    | Matchless     | 500 cm³    | 1961, 1962                   |
| 2                    | Ducati        | MotoGP     | 2023, 2025                   |